# Saint-Germain-le-Gaillard (Manche)
Saint-Germain-le-Gaillard település Franciaországban, Manche megyében. Lakosainak száma 795 fő (2022. január 1.). Saint-Germain-le-Gaillard Grosville, Pierreville, Les Pieux, Le Rozel, Courville-sur-Eure és Bricquebec-en-Cotentin községekkel határos.

## Népesség
A település népessége az elmúlt években az alábbi módon változott:
| Lakosok száma | 523  | 475  | 611  | 646  | 757  | 747  | 748  | 757  | 770  | 795  |
|               | 1968 | 1982 | 1990 | 2006 | 2013 | 2015 | 2017 | 2019 | 2020 | 2022 |